# Psalistops opifex
Psalistops opifex is een spinnensoort uit de familie Barychelidae. De soort komt voor in Venezuela.